# 孫輝
孫輝（1430年—？），字德昭，浙江紹興府餘姚縣人，軍籍，明朝政治人物。進士出身。

## 生平
景泰四年（1453年）癸酉科浙江鄉試第二十四名。景泰五年（1454年）聯捷甲戌科會試第一百六名，殿試登進士第二甲第二十名。

## 家族
曾祖孫岳。祖父孫子高。父孫相。